# Белоусов, Александр Васильевич
Белоу́сов Алекса́ндр Васи́льевич (род. 8 сентября 1952 года, город Ровно, Украинской ССР) — советский и российский военачальник, генерал армии (2006).

## Биография
Сын офицера, участника Великой Отечественной войны. В Советской Армии с 1969 года. Окончил Высшее общевойсковое командное училище имени Верховного Совета РСФСР (1969—1973), Военную академию имени М. В. Фрунзе (1981—1984), Военную академию Генерального штаба Вооружённых Сил (1993—1995).
Проходил службу командиром мотострелкового взвода и мотострелковой роты в Группе советских войск в Германии.
В 1978—1981 годах — начальник штаба и командир мотострелкового батальона в Среднеазиатском военном округе.
В 1984—1989 годах — командир учебного мотострелкового полка в Ленинградском военном округе (Сертолово).
В 1989—1991 годах заместитель командира и в 1991—1993 годах — командир 131-й гвардейской мотострелковой Лозовской ордена Кутузова дивизии (Аллакурти, Кандалакша, Печенга). Генерал-майор (18.02.1993).
С 1995 по 1999 год служил в Дальневосточном военном округе в должностях заместителя командующего 35-й армией по боевой подготовке и начальника штаба — 1-го заместителя командующего 35-й армией (Белогорск), с ноября 1997 года — командующего 5-й общевойсковой армией (Уссурийск).
С августа 1999 года по июнь 2003 года — заместитель командующего войсками Московского военного округа. Неоднократно бывал в служебных командировках в Чеченской Республике, в 1999 году около четырёх месяцев исполнял обязанности командующего группировкой российских войск в Чеченской Республике.
С июня 2003 года по июль 2004 года — заместитель командующего войсками Северо-Кавказского военного округа по чрезвычайным ситуациям. Генерал-полковник (12.06.2004).
С 19 июля 2004 по сентябрь 2007 года — первый заместитель министра обороны РФ. Отвечал за боевую подготовку войск и проведение военной реформы. Воинское звание генерал армии присвоено указом президента РФ от 12 декабря 2006 года. Освобождён от должности через несколько месяцев после назначения на пост министра обороны Анатолия Сердюкова.
С 25 сентября 2007 года по ноябрь 2009 года — начальник Военной академии Генерального штаба Вооружённых Сил Российской Федерации.
В декабре 2009 года уволен в отставку. Находится на высоких должностях в Рособоронэкспорте, а также является инспектором Управления генеральных инспекторов Министерства обороны Российской Федерации. Ведёт и общественную работу — президент Союза ветеранов Московского военного округа.
Награждён орденами «За службу Родине в Вооружённых Силах СССР» III степени, «За заслуги перед Отечеством» IV степени, «За военные заслуги», медалями, наградным оружием пистолетом Макарова (1999).

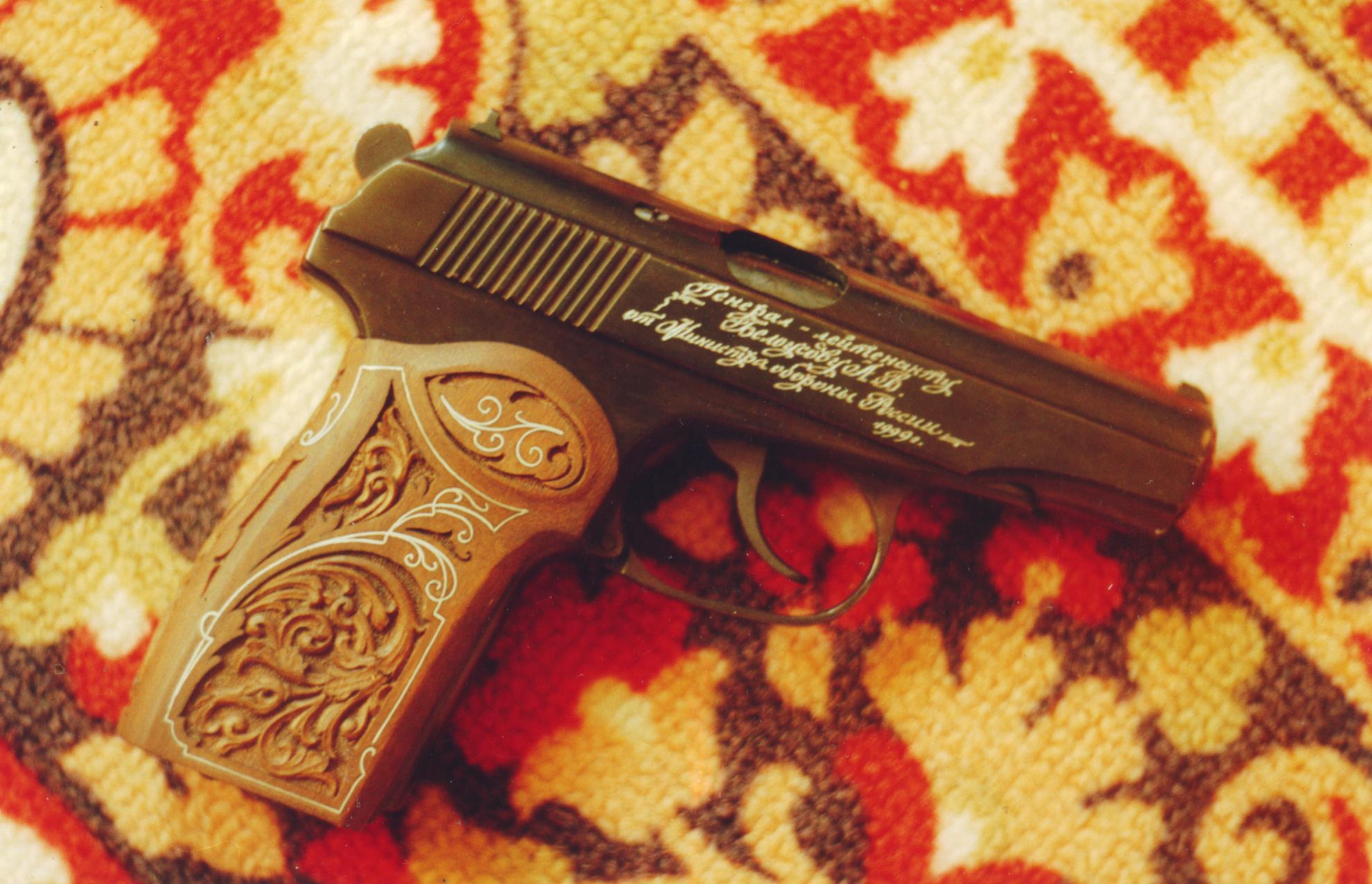
Наградной ПМ — Генерал-лейтенанту Белоусову А. В. от Министра Обороны России 1999 г. (изг. г. Тула)

Женат. Имеет сына и дочь.